# Orthomorpha clivicola
Orthomorpha clivicola är en mångfotingart som beskrevs av Pocock 1895. Orthomorpha clivicola ingår i släktet Orthomorpha och familjen orangeridubbelfotingar. Inga underarter finns listade i Catalogue of Life.